# 농공학
농공학은 기계, 토목, 전기, 식품 과학, 환경, 소프트웨어 및 화학 공학의 다양한 분야를 결합하여 농업 목적을 위한 공학 과학 및 설계 원리의 연구 및 응용 분야이다. 농장 및 농업 관련 기업의 효율성을 개선하고 천연 및 재생 가능한 자원의 지속 가능성을 보장한다. 농공학자는 농업 배경을 가진 공학자이다. 일반적으로 농업에 더 능숙한 농학자와 협력하여 농업 프로젝트에서 엔지니어링 설계 및 계획을 만든다.

## 같이 보기
- 농업과학
- 농학
- 산업형 농업